# أنفيلوجينو غواريزي
أنفيلوجينو غواريزي ماركيز (بالإيطالية: Amphilóquio Guarisi Marques) (26 ديسمبر 1905 – 8 يونيو 1974) لاعب كرة قدم إيطالي ذو أصول برازيلية راحل كان يجيد اللعب في خط الهجوم .
لعب طوال مسيرته الرياضية في أندية بورتوغيزا (1922-1924) باوليستانو (1925-1929) كورينثيانز (1929-1931) لاتسيو (1931-1936) كورينثيانز (1937-1939) باليسترا إيطاليا (1940) .
لعب لصالح منتخب البرازيل 4 مباريات دولية مسجلا هدفين اثنين في 1925 ثم لعب لصالح منتخب إيطاليا 6 مباريات دولية مسجلا هدف واحد من 1932 إلى 1934 وقد شارك في بطولة كأس العالم لكرة القدم 1934 التي أقيمت في إيطاليا .

## روابط خارجية
- أنفيلوجينو غواريزي على موقع قاعدة بيانات كرة القدم.إي يو (الإنجليزية)
- أنفيلوجينو غواريزي على موقع ناشيونال فوتبول تيمز (الإنجليزية)